# Morgan Lily
Morgan Lily est une actrice américaine, née le 11 avril 2000 à Santa Monica en Californie.

## Biographie
Elle a joué le rôle de Millie Stupek dans le film Henry Poole avec Luke Wilson.
Elle a commencé par être mannequin international à l'âge de quatre ans et est apparue dans plus de 21 publicités télévisuelles, avant son rôle dans Henry Poole. Elle a tenu des petits rôles dans Ce que pensent les hommes, dans Beautiful Girl (2014)  où elle était la fille de Matthew Gray Gubler et dans le film apocalyptique 2012, où elle joue la fille de Jackson Curtis, Lilly Curtis.  Elle a tenu le rôle de Juli dans le film Un cœur à l'envers tiré du roman du même nom et le rôle de Missy dans le téléfilm de la Hallmark Channel, Du courage et du cœur (Love's Everlasting Courage). Elle a joué le rôle de la jeune Mystique dans X-Men : Le Commencement (X-Men: First Class).

## Filmographie
Sauf indication contraire, les informations mentionnées dans cette section peuvent être confirmées par la base de données cinématographiques IMDb,  présente dans la section « Liens externes ».

### Cinéma
- 2005 : Shards de Rebecca Grace : Morgan
- 2008 : Henry Poole (Henry Poole Is Here) de Mark Pellington : Millie Stupek
- 2009 : Ce que pensent les hommes ( He's Just Not That Into You) de Ken Kwapis : Une petite fille de 5 ans
- 2009 : 2012 de Roland Emmerich : Lilly Curtis
- 2010 : Un cœur à l'envers (Flipped) de Rob Reiner : Juli jeune
- 2011 : X-Men : Le Commencement (X-Men: First Class) de Matthew Vaughn : Raven à 10 ans
- 2013 : Sticks & Stones (court métrage) de Chloe Dahl : Alice
- 2014 : Cooties de Jonathan Milott et Cary Murnion : Tamra
- 2014 : Beautiful Girl de Steve Long : Bethany
- 2018 : Juveniles de Nico Sabenorio : Corie
- 2020 : Joe Bell (Good Joe Bell) de Reinaldo Marcus Green : Marcie

### Télévision

#### Séries télévisées
- 2007 : Les Experts (CSI: Crime Scene Investigation) : Chloé (saison 7, épisode 24)
- 2009 : Larry et son nombril (Curb Your Enthusiasm) : Une gosse #1 (saison 7, épisode 8)
- 2010 : Esprits criminels (Criminal Minds) : Jody Hatchett (saison 5, épisode 17)
- 2013 : Deadtime Stories (en) : Chris Parker (saison 1, épisode 5)
- 2014 : Shameless : Bonnie (saison 4, épisode 9 à 12)
- 2016 : Grey's Anatomy : Jenny (saison 12, épisode 17 et 22)
- 2017 : Chicago Med : Nancy Leigh (saison 2, épisode 16)
- 2017-2018 : Claws : Marnie (8 épisodes)

#### Téléfilms
- 2006 : Welcome to the Jungle Gym de John Pasquin : Kylie
- 2011 : Du courage et du cœur (Love's Everlasting Courage) de Bradford May : Missy